# Drehscheibe (Medienzeitschrift)
Die drehscheibe ist ein Magazin für Lokaljournalisten und wird herausgegeben von der Bundeszentrale für politische Bildung (bpb) in Zusammenarbeit mit dem Projektteam Lokaljournalisten (PLJ). Das Heft liefert seit 1981 Lokaljournalisten in Deutschland und im deutschsprachigen Ausland Ideen aus den etwa 350 deutschen Tages- und Regionalzeitungen.
Das Magazin wird seit 2006 von „Raufeld Medien“ in Berlin produziert, nachdem es jahrelang von der „Initiative Tageszeitung“ in Bonn erstellt wurde. Als Herausgeberbeirat fungiert das „Projektteam Lokaljournalisten“, ein Kreis von neun leitenden Redakteuren und Redakteurinnen verschiedener deutscher Zeitungen, die auch für das gesamte Journalistenprogramm der bpb beratend tätig sind. Zu den Gründern der „drehscheibe“ gehören Birgit Buchner und Dieter Golombek, der bei der Bundeszentrale für politische Bildung das Lokaljournalistenprogramm gründete und 30 Jahre lang Journalisten mit dem Fortbildungsprogramm inspirierte. Einen Anstoß zur Qualitätssteigerung im Lokaljournalismus gab der Medienwissenschaftler Wolfgang R. Langenbucher mit seinem Buch „Der missachtete Leser“, das dieser bereits 1968 zusammen Peter Glotz verfasst hatte.

## Das Heft
Das Heft widmet sich im Dossier jeweils einem Schwerpunktthema und liefert Beispiele aus Tageszeitungen zum Nachahmen. Im Magazin-Teil werden Themen aufgegriffen, die speziell Lokaljournalisten betreffen. Dazu kommen handwerkliche Tipps und Informationen zu Presserat und Presserecht. Das Kernstück jeder Ausgabe ist die Ideenbörse mit vielen Beispielen journalistisch gut gemachter Artikel von Lokalredaktionen aus dem deutschsprachigen Raum. Abonnenten erhalten neben dem monatlich erscheinenden Heft jährlich zwei Sondernummern, die sich verschiedenen Sonderthemen – wie z. B. „Digitaler Wandel“, „Integration“ oder „Rechtsextremismus“ – widmen.

## Der Beirat
Die „drehscheibe“ hat einen Redaktionsbeirat, das Projektteam Lokaljournalismus. Der Beirat setzt sich aus Journalisten verschiedener Publikationen und Medienexperten zusammen und wird von Anke Vehmeier (bpb) geleitet. Zum Team gehören: Grit Baldauf, Regionalleiterin Mittelsachsen Freie Presse (Chemnitz), Katja Bauroth, Redaktionsleiterin Lokal und stellv. Chefredakteurin Lokal Schwetzinger Zeitung/Hockenheimer Tageszeitung, Sarah Brasack, stellvertretende Chefredakteurin Kölner Stadt-Anzeiger, Yannick Dillinger, Chefredakteur Rheinpfalz, Daniel Fiene, Medienjournalist und Gründer des Podcasts „Was mit Medien“, Michael Husarek, Chefredakteur Nürnberger Nachrichten, Christoph Linne, Chefredakteur Nordsee-Zeitung (Bremerhaven), Lars Reckermann, Chefredakteur Schwäbische Post und Gmünder Tagespost (Aalen), Thomas Schwarz, Verantwortlicher Bereich Wirtschaft bei der Allgäuer Zeitung, Annika Sehl, Lehrstuhl für Journalistik mit dem Schwerpunkt Medienstrukturen und Gesellschaft an der Katholischen Universität Eichstätt-Ingolstadt.

## Die Redaktion
Die Redaktion setzt sich zusammen aus Mitarbeitern der Medienagentur Raufeld (Berlin): Sabine Schouten (Projektleitung), Stefan Wirner (Redaktionsleitung), Katharina Dodel (stellv. Leitung), Max Wiegand (Podcast), Marcus Klose (Video), Nina Sabo (Redakteurin) und anderen.

## Archiv
Über die Homepage können zurückliegende Artikel nach Suchbegriffen recherchiert werden. Abonnenten können sich beliebig viele Zeitungsartikel zusenden lassen. Das  Archiv geht auf einen Fundus von über 30 Jahren „drehscheibe“ zurück und bietet zu vielen lokalen Themen Beispielartikel.

## Die Online-Ausgabe
Neben dem umfangreichen Archiv finden Nutzer auf der Onlineseite der „drehscheibe“ unentgeltlich Informationen, die über die Beiträge aus dem Heft hinausgehen. Es finden sich Exklusivinterviews, Videos, Seminarangebote und Seminardokumentationen. Ein besonderer Service ist der tägliche Redaktionstipp. Hier wird jeweils zu einem historischen Datum oder einem Aktionstag ein Umsetzungstipp für die Lokalredaktionen gegeben. Außerdem verschickt die „drehscheibe“ einmal wöchentlich einen Newsletter, in dem aktuelle Themen des Lokaljournalismus aufgegriffen werden. Seit März 2013 präsentiert die „drehscheibe“ in Zusammenarbeit mit der dpa täglich einen lokalen Umsetzungstipp für ein aktuelles Thema.

## Videos und Podcast
Das drehscheibe-Team produziert regelmäßig Videos zu relevanten Themen aus der Branche, besucht dafür Kongresse und interviewt Lokaljournalistinnen und -journalisten. Seit Juni 2020 produziert die Redaktion außerdem den Podcast „drehmoment“.